# Zonder titel (Tim Rodermans, metrobrug)
Onder de metrobrug brug 1608 te Diemen zijn de wanden beschilderd met een titelloos artistiek kunstwerk.
Die brug 1608 uit de jaren zeventig werd destijds uitgevoerd in grijs beton. Bij de (her-)ontwikkeling van de buurten eromheen, werd deze onderdoorgang als onveilig gevoeld. De gemeente Diemen vroeg aan drie kunstenaars Jan van der Ploeg, Tim Rodermans en Studio Giftig een ontwerp voor een muurschildering in te sturen. De inzendingen werden in december 2020 ter (mede)beoordeling aan de buurtbewoners gezonden, waarbij de bijdrage van Tim Rodermans won.  
Meegewogen had dat de gemeente Diemen en haar bewoners positieve reacties hadden gekregen op zijn beschildering van een oude Spoorbrug die over de Hartveldseweg/Muiderstraatweg hangt. Rodermans gebruikte daarbij deels de geschiedenis van Diemen tot aan het gemeentewapen aan toe. Bovendien was de algemene gedachte dat zijn dieptewerking zou bijdragen aan een aangenamere beleving. In januari 2021 werd bekend dat inderdaad Rodermans (zelf wonend in Diemen) aan de slag mocht. In de zomer van 2021 was hij met collega’s drie weken bezig zijn schildering van 660 m² aan te brengen. Rodermans mengt in zijn schildering Piet Mondriaanachtige taferelen met natuurbeelden. In de directe omgeving is de Piet Mondriaansingel een grachtje in Diemen, dus die schilder moest geciteerd worden vond Rodermans. Bovendien staat er de flat De Stijl. Uiteraard ontbreken de waterhoen en de zwaan niet; fietspaden met die naam lopen onder het viaduct door. Naast deze twee onderwerpen zijn ook kruiden en insecten afgebeeld. Tot slot lijkt Rodermans een eerbetoontje aan architecten Sier van Rhijn en Ben Spängberg achtergelaten te hebben. Hier en daar lijkt Mondriaan zich achter de betonnen wand in bouwstijl brutalisme (de bekistingsprofielen zijn nog te zien) te bevinden. 

## Afbeeldingen

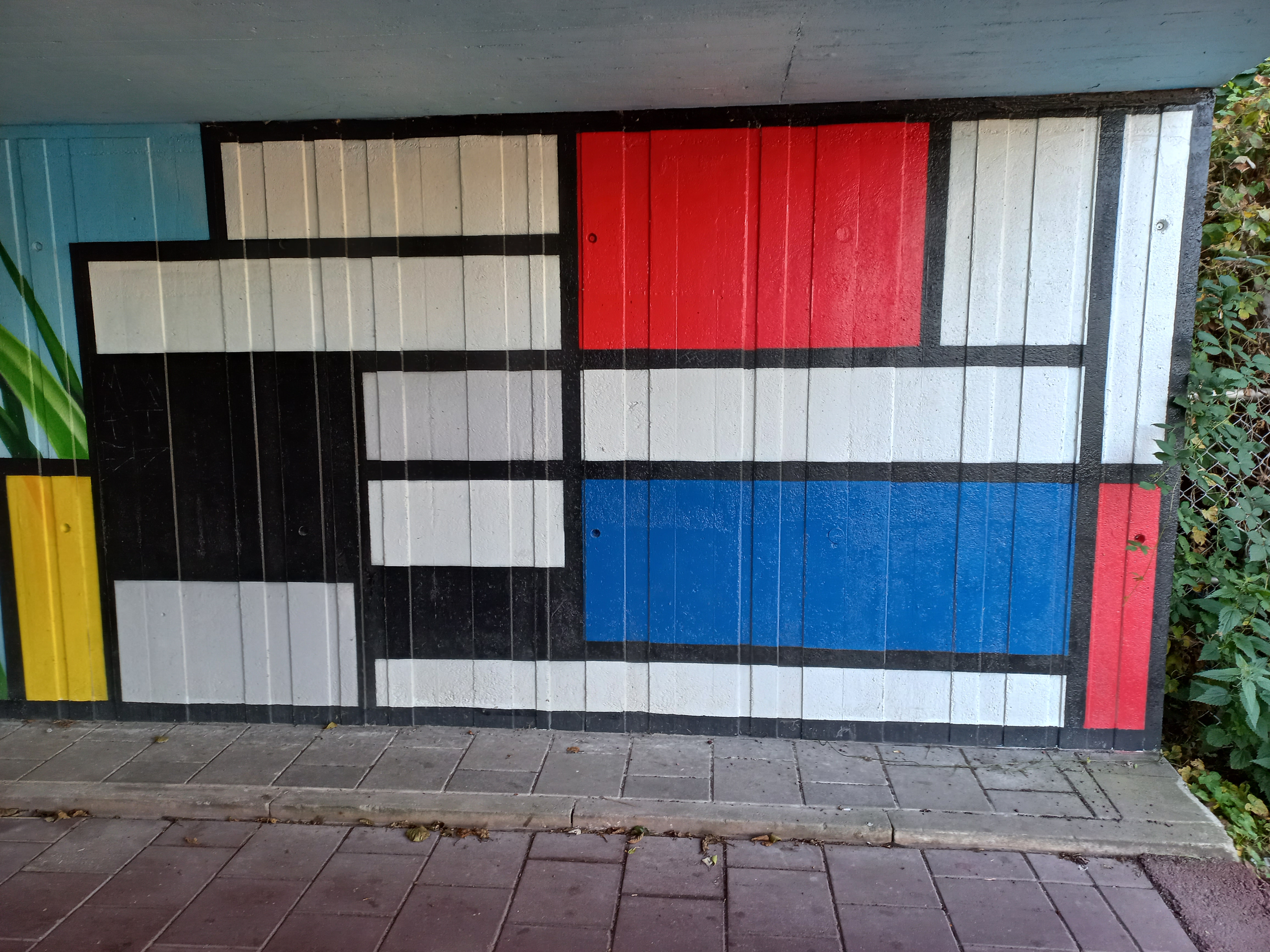
Onderdeel Mondriaan (oktober 2022)
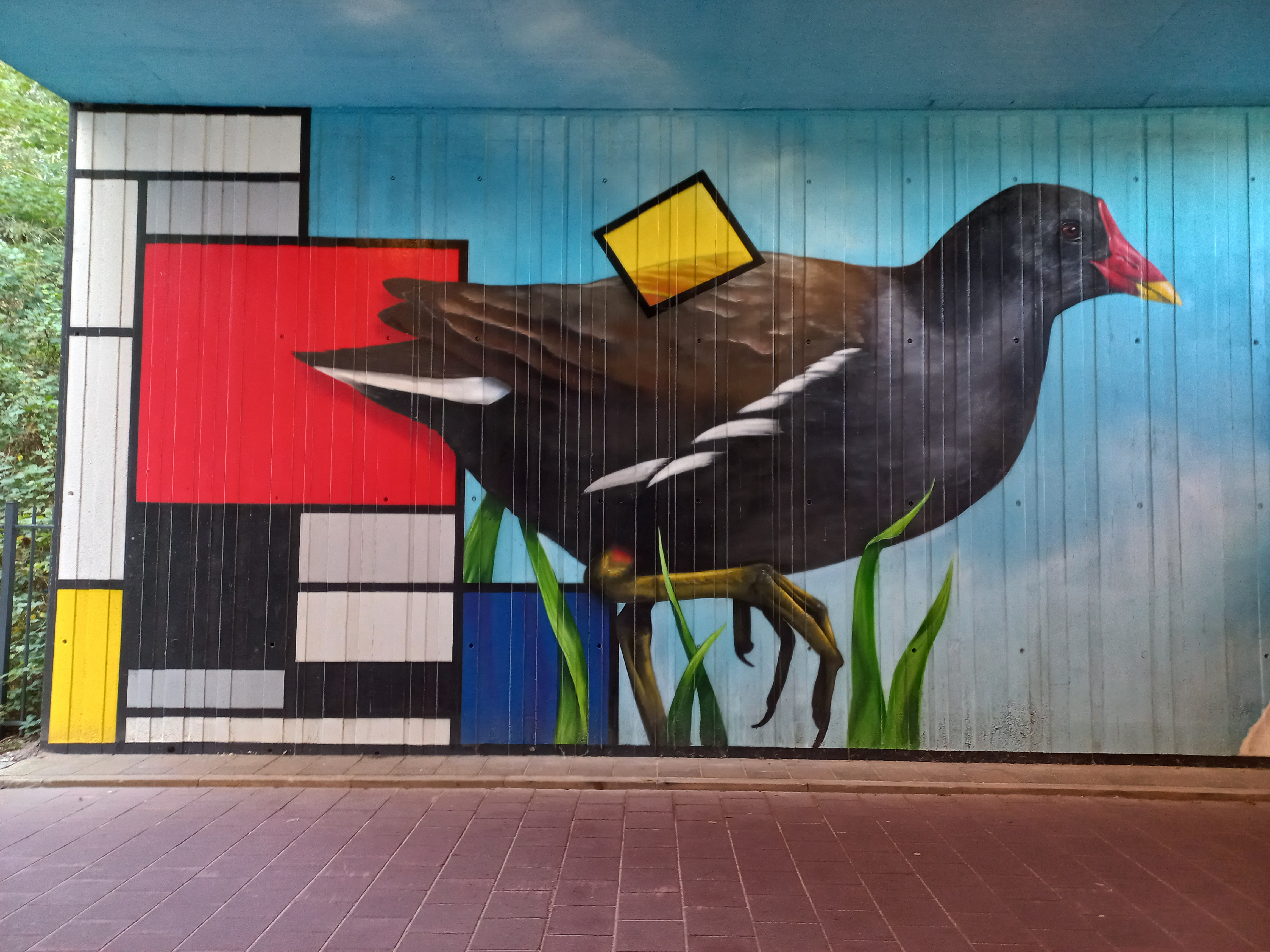
Onderdeel Waterhoen (oktober 2022)
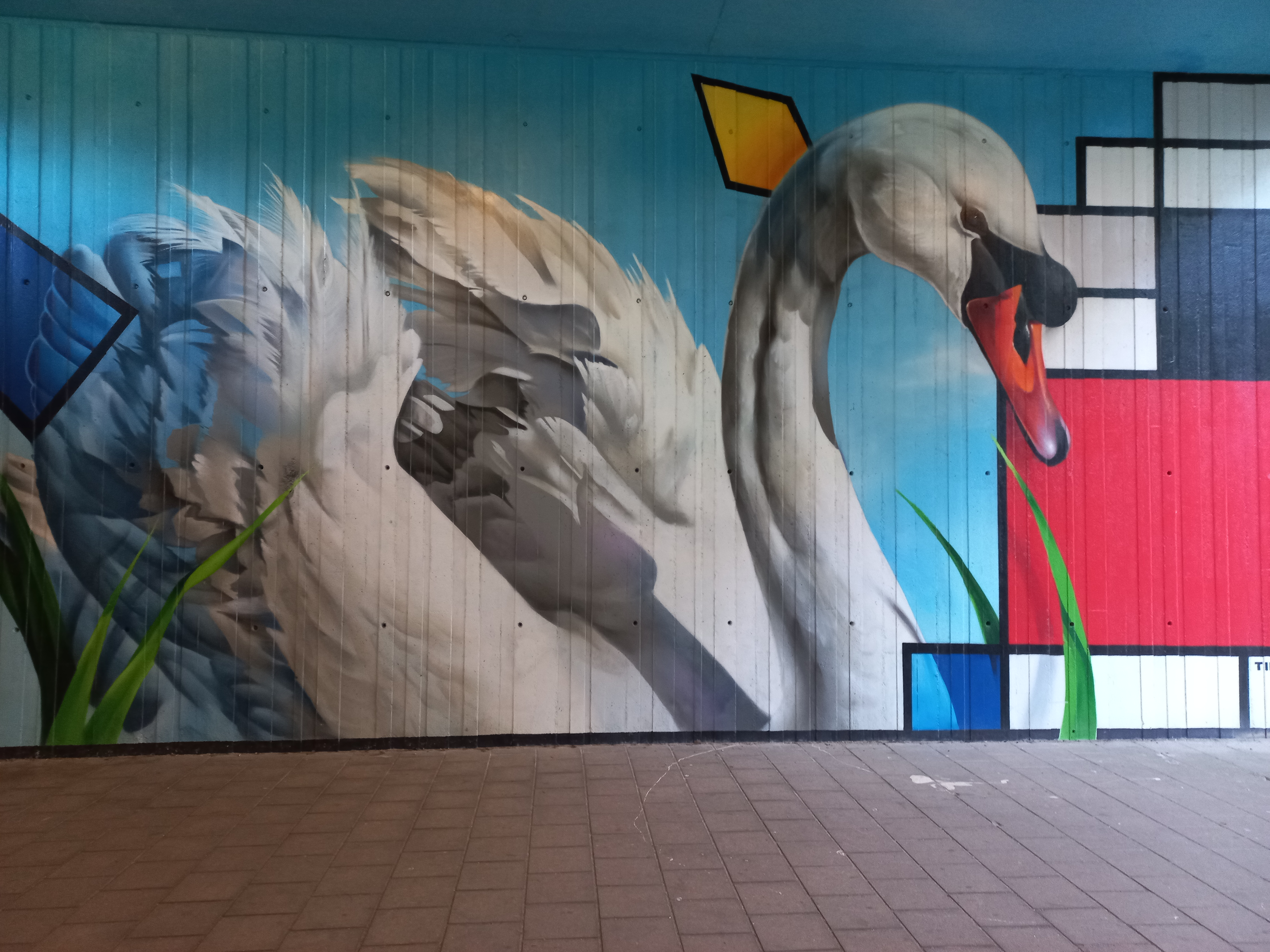
Onderdeel Zwaan (oktober 2022)
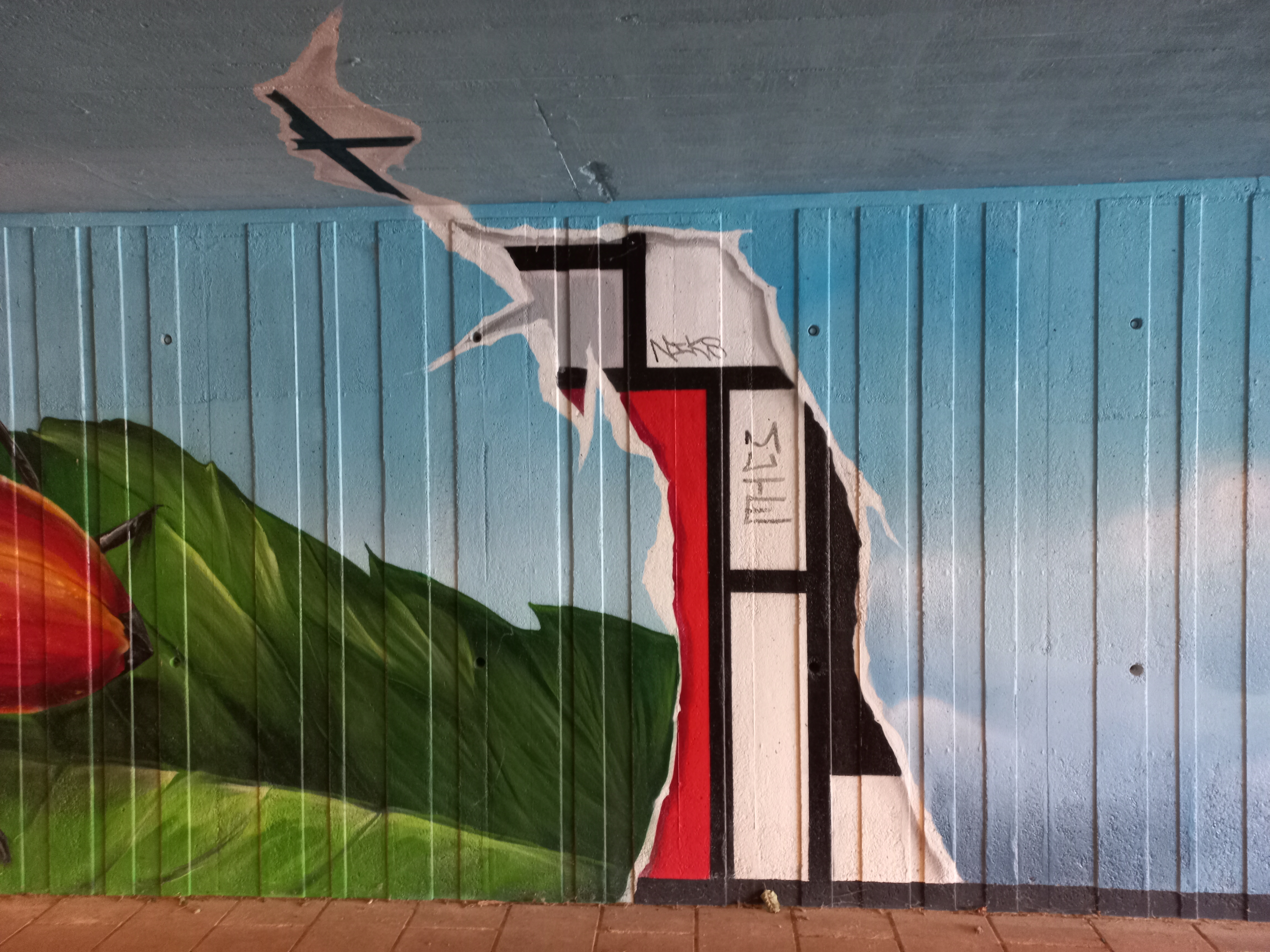
Mondriaan voor of achter beton (oktober 2022)